# Myrcia brasiliae
Myrcia brasiliae är en myrtenväxtart som beskrevs av Joáo Rodrigues de Mattos och Carlos Maria Diego Enrique Legrand. Myrcia brasiliae ingår i släktet Myrcia och familjen myrtenväxter. Inga underarter finns listade i Catalogue of Life.